# Gasconne des Pyrénées
Pour les articles homonymes, voir Pyrénées.
 (avril 2022).
Si vous disposez d'ouvrages ou d'articles de référence ou si vous connaissez des sites web de qualité traitant du thème abordé ici, merci de compléter l'article en donnant les références utiles à sa vérifiabilité et en les liant à la section « Notes et références ».
La Gasconne des Pyrénées est une race bovine française originaire de la chaîne de montagnes des Pyrénées, connu pour être l’un des milieux les plus difficiles du territoire français. Cet environnement est caractérisé par plusieurs phénomènes climatiques (tombées de neige, nuits fraîches, …) ainsi que par différents milieux (ravins, pentes abruptes, forêts…). Les capacités de résistance aux conditions difficiles de montagnes expliquent la large implantation de cette race sur la chaîne montagneuse des Pyrénées (Occitanie et Nouvelle-Aquitaine). Le berceau de la race s'étend des Pyrénées Centrales (Aude, Ariège, Haute-Garonne) jusqu'au bassin de la Garonne.
Elle est reconnaissable grâce à sa robe de couleur grise argentée et ses parties du corps recouvertes de noir (cornes, onglons, muqueuses, yeux). C'est une race bouchère et rustique, élevée à la fois pour sa viande de qualité mais aussi pour ses capacités d'adaptation remarquables.

## Origine

### Des ancêtres venus d'Europe de l'Est
La Gasconne des Pyrénées appartient au rameau des grises des steppes (Podolica, Maremmana, Boškarin…) arrivé d'Europe de l'Est à la chute de l'Empire romain avec les déplacements de nombreux peuples (Wisigoths, Ostrogoths…). Elle s'est implantée dans la chaîne montagneuse des Pyrénées, tandis que sa cousine la Mirandaise est restée dans le piémont gascon.
Cette race a été constituée aux XIXe siècle à partir d'une race autochtone du Gers comme race mixte : viande et travail. La création du livre généalogique (Herd Book Gascon) date de 1856 et les animaux qui y sont inscrits se voient attribués un code d'identification propre. La race comprenait au départ deux variétés différentes, la Gasconne à muqueuses noires (ou Gasconne des Pyrénées) et la Gasconne aréolée (ou Mirandaise), qui ont été fusionnées en 1955. Depuis 1999, les deux rameaux sont reconnus comme deux races distinctes, avec des codes races différents (72 pour la Gasconne des Pyrénées et 77 pour la Mirandaise). Des apports de sang de la race piémontaise ont été faits depuis les années 1960. Le gène « culard », présent à faible fréquence dans cette race, en est probablement issu.

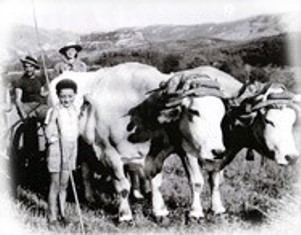
Bœufs Gascons des Pyrénées utilisés pour la traction animale.

Les animaux Gascons des Pyrénées étaient autrefois utilisés pour la traction animale, notamment pour le transport de fourrages (charrette) ainsi pour le travail du sol (charrue pour le labour…). Ces pratiques ancestrales ont peu à peu disparus avec l'arrivée des premiers tracteurs agricoles sur le territoire français au milieu du XXe siècle. Aujourd'hui, on dénombre quelques éleveurs/éleveuses qui élèvent des bœufs pour la tendreté de leur viande et son goût typique, et qui les mettent en avant lors de concours départementaux, régionaux ou nationaux (Sommet de l'Élevage, Salon international de l'agriculture…).
Le nom de la race a été modifié au cours de l'année 2019 par les différents acteurs de la race. En effet, ce nom pouvait porter à confusion pour certaines personnes, qui faisaient souvent inconsciemment le lien avec la région culturelle de la Gascogne. Cependant, il n'existe aujourd'hui plus de lien entre l'ancienne province du Sud-Ouest français et la race bovine endémique des Pyrénées. La Gasconne est donc devenue la Gasconne des Pyrénées, ajoutant à son nom la chaîne de montagnes d'où elle est originaire : les Pyrénées, permettant ainsi une meilleure identification de la race à son territoire d'origine.

### Une large implantation dans les Pyrénées

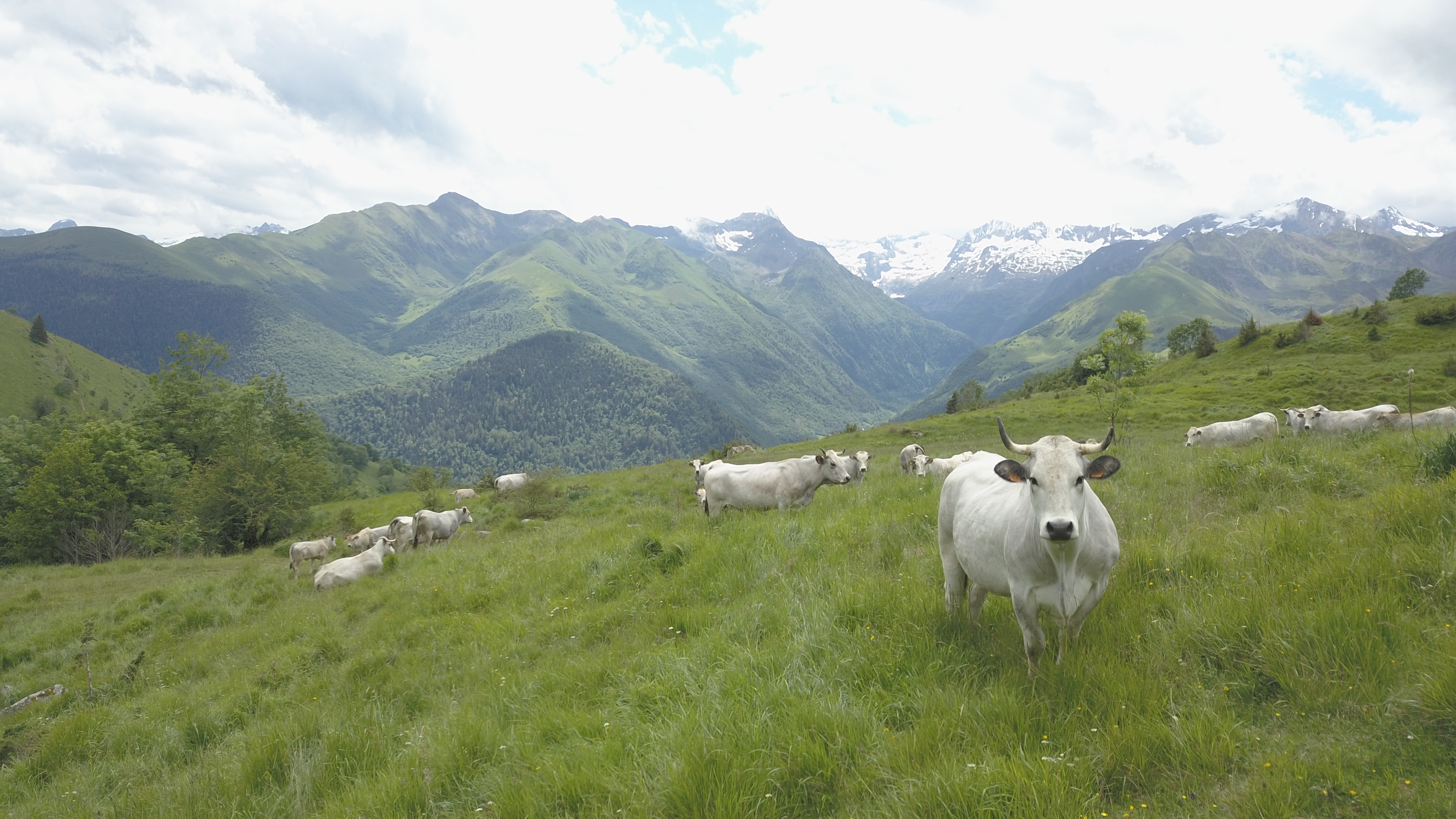
Troupeau de Gasconnes des Pyrénées sur une estive des Pyrénées.

On la retrouve aujourd'hui principalement dans le sud de la France, notamment en Occitanie, essentiellement dans les départements de l'Ariège (09), de l'Aude (11), des Pyrénées-Orientales (66), des Hautes-Pyrénées (65), de la Haute-Garonne (31), du Tarn (81) et du Lot (46). Mais elle est aussi présente dans d'autres régions françaises, notamment en Provence-Alpes-Côte d'Azur (Gard, Vaucluse…) ou encore en Nouvelle Aquitaine (Pyrénées-Atlantiques, Landes, Gironde…). 
Le cheptel national comprend environ 19 000 vaches dont 9 500 inscrites sur un effectif total estimé à 40 000 têtes. Sur la totalité des animaux Gascons des Pyrénées, 60 % pratiquent l'estive en été. Au niveau de la reproduction, plus de 1 000 taureaux reproduisent en monte naturelle dont 260 inscrits au livre généalogique et près d'une quarantaine de taureaux sont disponibles pour l'insémination animale.

### Une expansion sur une partie du globe

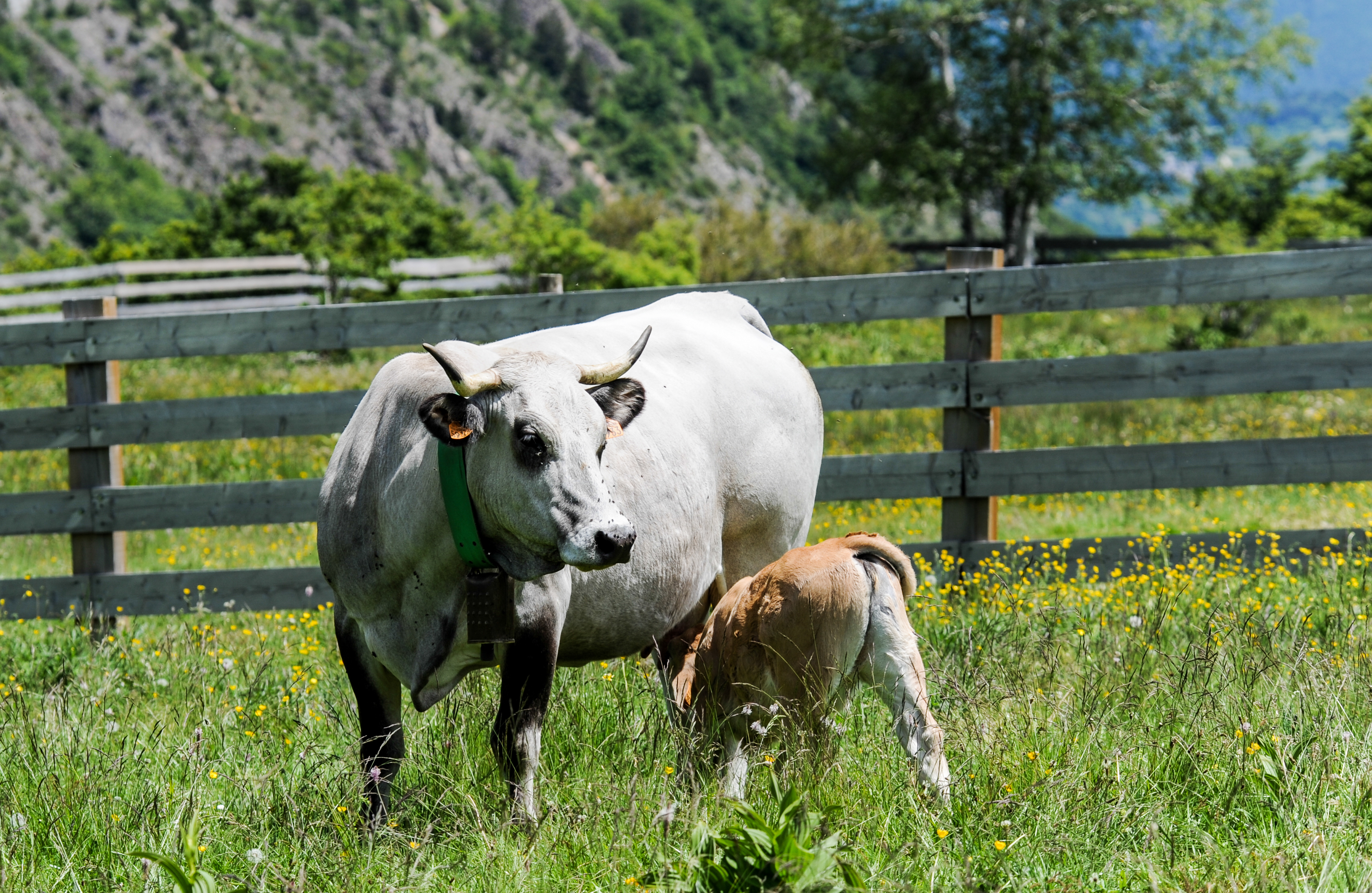
Vache Gasconne des Pyrénées suitée.

Depuis quelques années, des individus de la race Gasconne des Pyrénées sont exportés régulièrement dans plusieurs pays d'Europe, notamment au Royaume-Uni, au Pays-Bas ou encore en Espagne. On retrouve même certaines associations (regroupement d'éleveurs) pour la promotion de la race à l'étranger. Les éleveurs de ces différents pays ont fait le choix d'importer des animaux de cette race pour pallier certains problèmes, comme la raréfaction des ressources, notamment en lien avec le changement climatique actuel. Dans ces différents pays, les animaux Gascons des Pyrénées sont souvent utilisés en croisement avec des races bovines autochtones, afin de développer les caractéristiques bouchères de ces individus.
Au delà du continent européen, certains éleveurs présents dans d'autres parties du globe (Amérique du Sud et du Nord, Afrique) ont aussi fait le choix d'élever des animaux Gascons des Pyrénées. Les capacités remarquables d'adaptation de cette race aux différents milieux lui permet de se développer aussi bien dans les milieux humides de la Guyane que dans les environnements secs du Nevada ou du Maroc.

## Morphologie

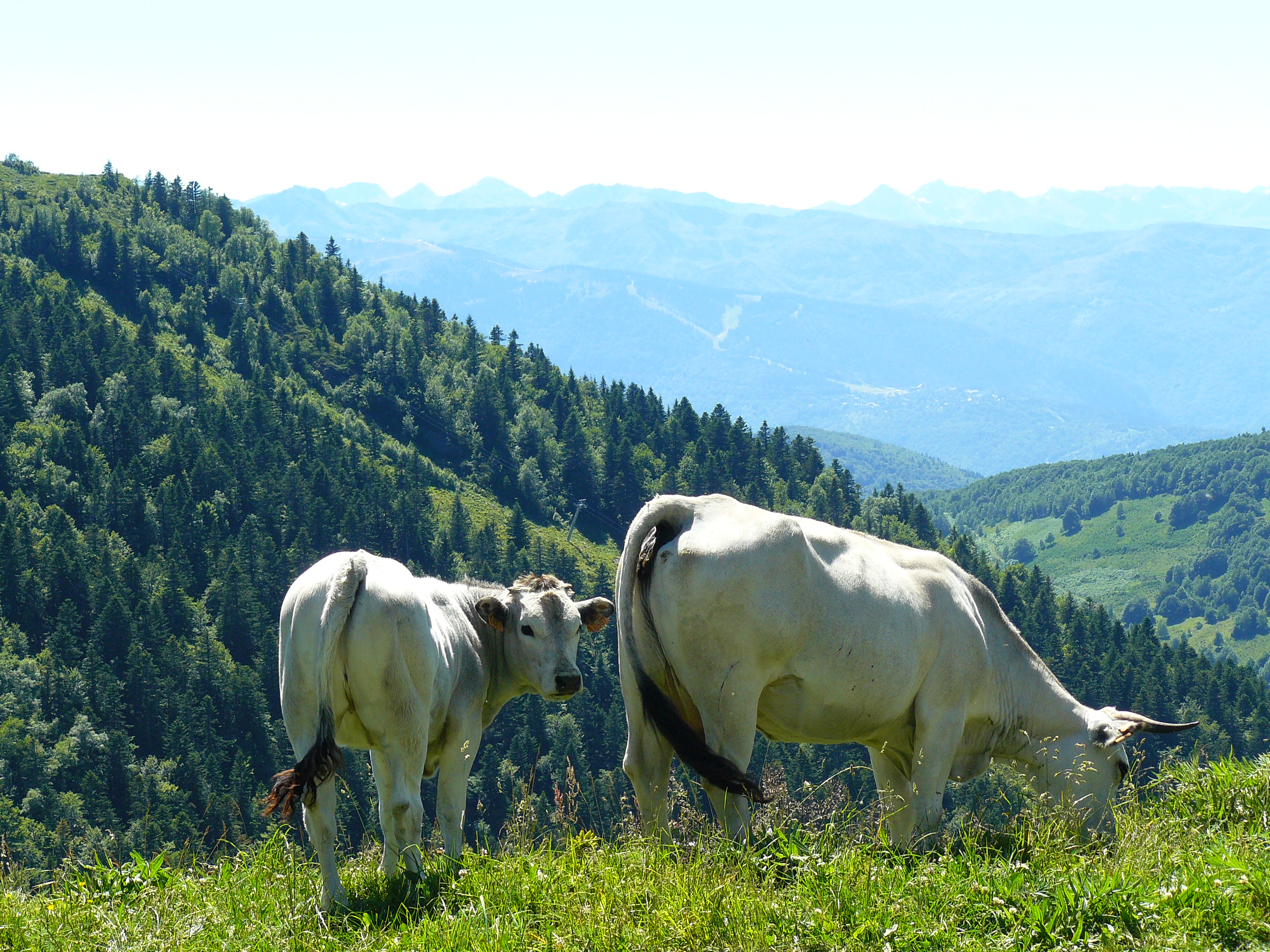
Vache Gasconne des Pyrénées avec son veau.

### Une vache accoutumée aux environnements difficiles
Les animaux Gascons des Pyrénées sont facilement reconnaissables grâce à différents critères :
- Une robe grise argentée bien spécifique à la race. Cette couleur permet à l’animal de renvoyer une partie des rayons du soleil afin d’éviter un emmagasinement d’énergie qui engendrerait une augmentation de la chaleur corporelle. Sa robe peut s’assombrir durant l’hiver, donnant ainsi un pelage avec quelques zones de couleur noire, afin de mieux retenir la chaleur des rayonnements solaires.
- Un pelage court et dense qui lui permet ainsi de résister aux températures extrêmes des Pyrénées, mais aussi d'avoir une protection contre les parasites et insectes. C'est ce pelage spécial qui a permis à cette race de s’adapter aux zones de montagnes (Pyrénées), qui sont réputées pour leurs conditions climatiques et pédologiques difficiles (pentes abruptes, arbres, ruisseaux…).
- Les extrémités noires (bord des oreilles, pointe des cornes, queue, muqueuses, onglons, contour des yeux). La présence de noir sur ces zones utiles (œil pour la vision, muqueuses pour l’odorat) montre une adaptation contre la chaleur et le soleil (permet à l’individu de ne pas être ébloui par les reflets de la lumière solaire). On retrouve cette caractéristique chez certains rapaces (faucons…) ainsi que chez les joueurs de football américain ou de baseball (Eye black).
- Les cornes sont en forme de lyre. Ce détail avait son importance à l'époque où elles étaient liées sous le joug, notamment pour la traction animale (transport, travail du sol).
- Des aplombs solides permettant aux individus de la race de se déplacer aisément dans les milieux difficiles des zones de montagnes, mais aussi de bien supporter les périodes en bâtiment, notamment lors de la période d'engraissement ou lors des vêlages (mise bas)[4].

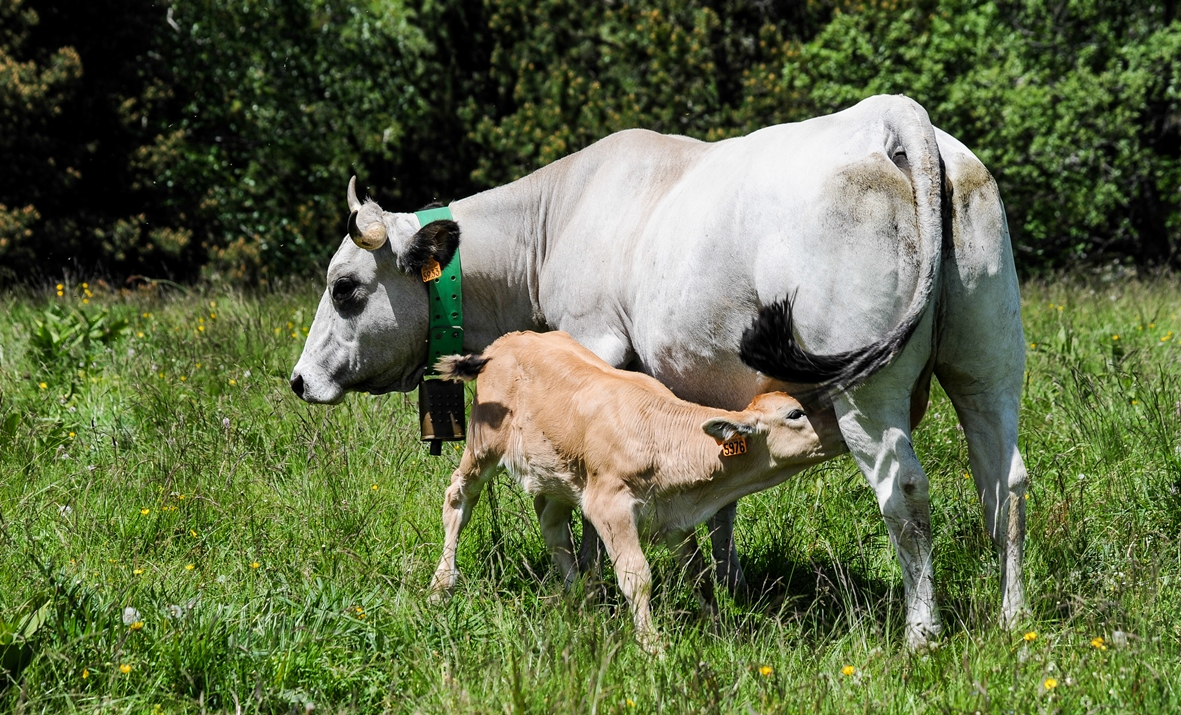
Veau Gascon des Pyrénées avec sa mère.

Les veaux Gascons des Pyrénées naissent de couleur marron, et ils n'arboreront leur pelage gris argenté si spécifique à la race qu'après le début de la puberté, vers leurs 6 mois. Cette couleur, bien différente des adultes, leur permet de se camoufler dans leur environnement afin d'être plus difficilement repérable par les prédateurs (ours, loup…). 
C'est un bovin de moyen format, la femelle a une hauteur au garrot de 1,35 m et le mâle de 1,45 m en moyenne, d'un poids moyen compris entre 650 et 950 kg. Les animaux de la race Gasconne des Pyrénées sont de bons marcheurs, notamment grâce à leurs aplombs adaptés à la marche en estives, avec plusieurs dizaines de kilomètres parcourus quotidiennement à la recherche de ressources (eau, abri, nourriture…).

## Aptitudes

### Une race rustique adaptée aux multiples systèmes d'élevage

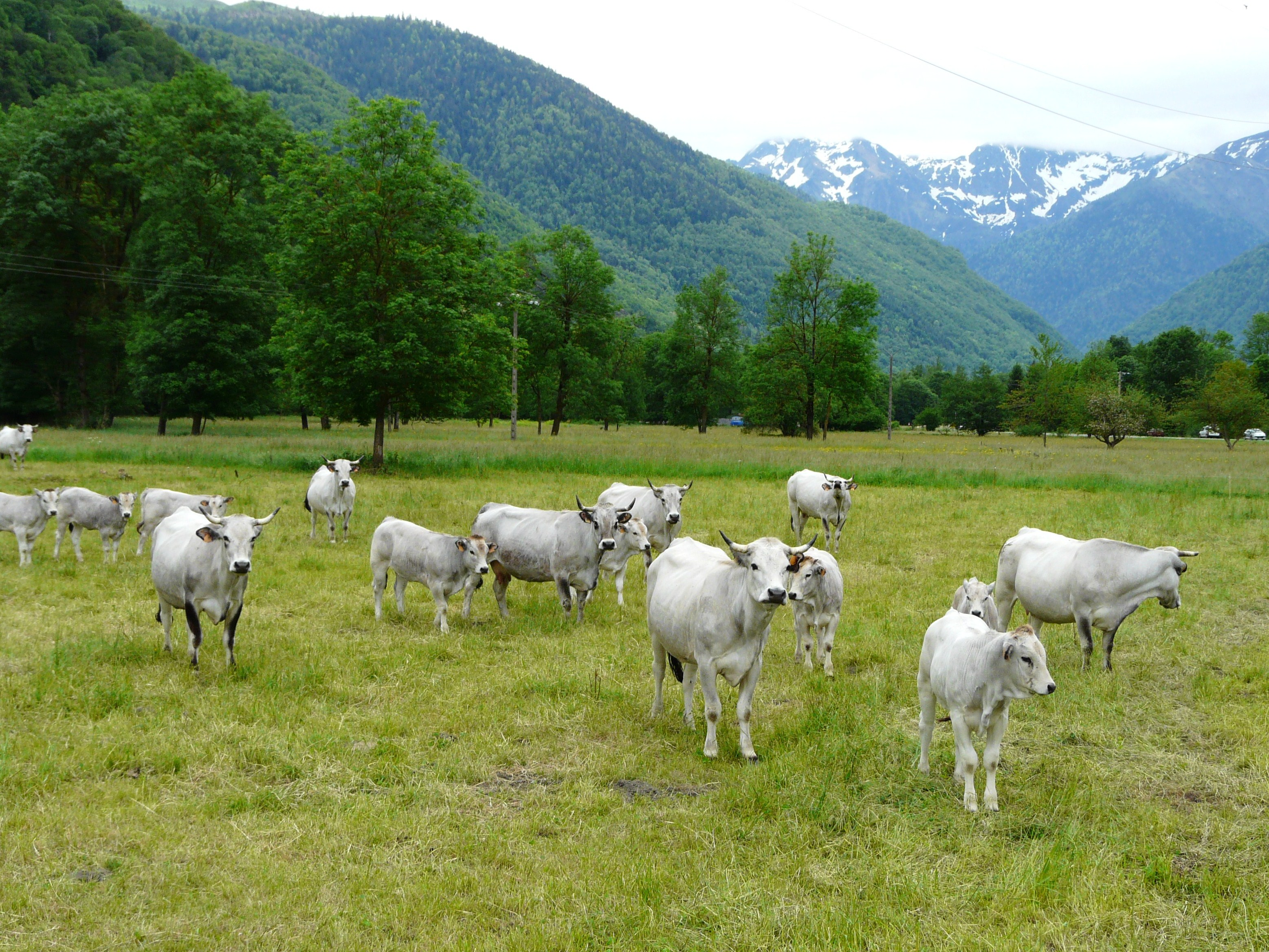
Troupeau de Gasconnes des Pyrénées dans leur fief pyrénéen.

C'est une race rustique, adaptée aux zones sèches et escarpées ainsi qu'à la vie en plein air. Elle est largement utilisée dans la chaîne montagneuse du Sud de la France pour entretenir les prairies de haute altitude, souvent inaccessibles avec du matériel (gyrobroyeur, faucheuse…) et des engins agricoles (tracteurs…). La vache est fertile, vêle aisément, est une bonne mère et bénéficie d'une bonne longévité. Les veaux grandissent vite et donnent une carcasse qui se valorise bien. Les animaux ont une bonne croissance, c'est une race efficiente qui tire bien partie d'une nourriture parfois médiocre (fourrages pauvres) Enfin, sa renommée vient en partie de ses qualités bouchères, mais aussi de l'élevage en estive.
En plus de ses aptitudes notables à valoriser au maximum les différentes ressources dont elle dispose, la Gasconne des Pyrénées est aussi adaptée à des systèmes d'élevages de plaine, et notamment avec un élevage en bâtiment (caillebotis, aire paillée…).
La race Gasconne des Pyrénées se voit donc être la race bovine du changement climatique, du fait de ses capacités remarquables à s'adapter à des systèmes difficiles (zone de montagnes, changement de couleur de la robe, réflexion de la lumière, …).

### Une valorisation de la viande au travers d'un Label Rouge

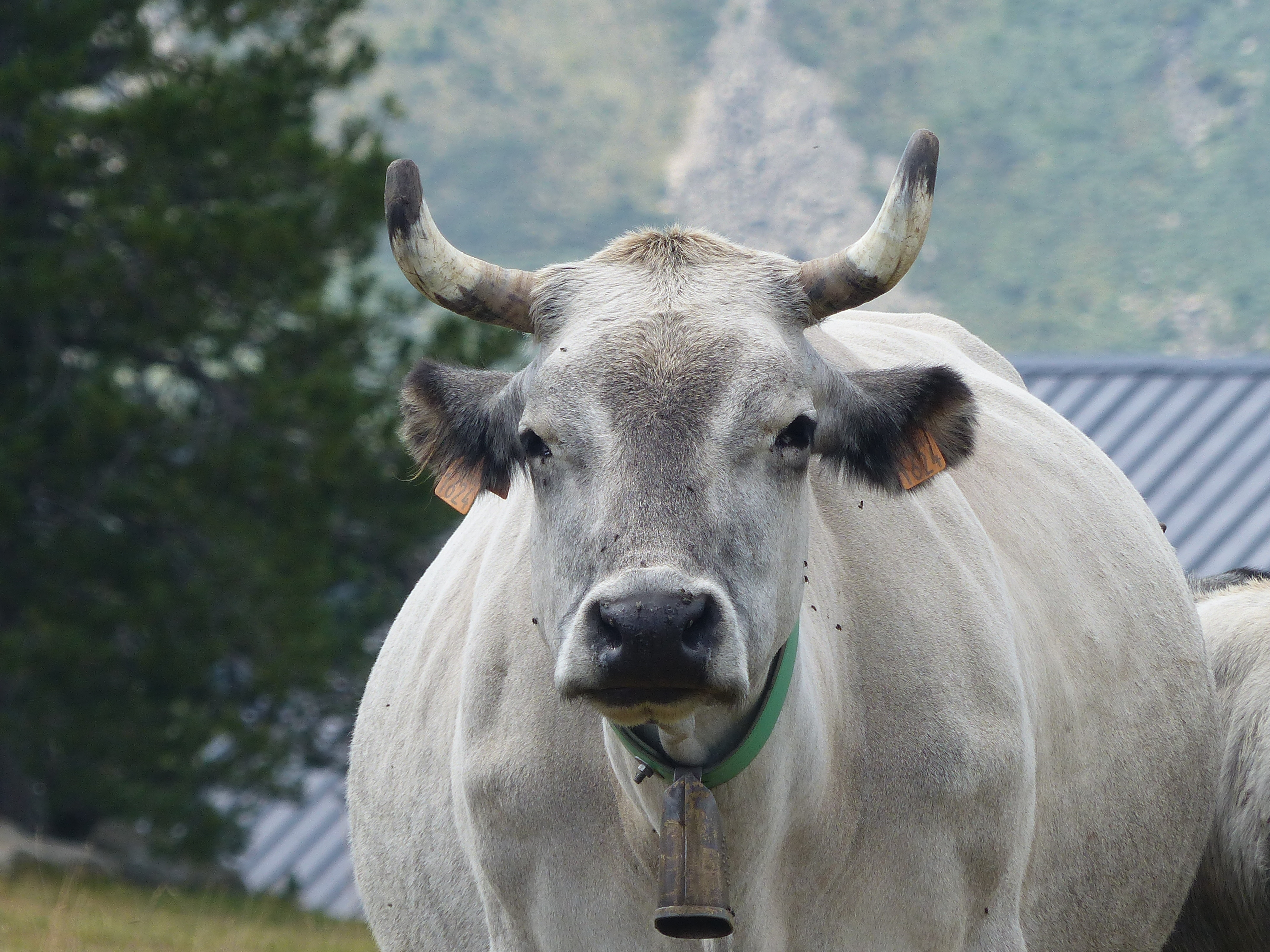
Tête d'une Gasconne des Pyrénées à l'estive à Ax 3 domaines.

Cette race est essentiellement à vocation bouchère. Sa viande, au goût typique, à fibres serrées, bénéficie d'un Label Rouge. Ce label, anciennement connu sous le nom de Label Rouge Bœuf Gascon "Pure Race, Pur Goût", est le premier label "gros bovin" attribué à une race rustique. Il a été créé en 1997 par les acteurs de la filière afin de se démarquer des systèmes "standards" ou "intensifs" pour révéler et faire valoir au consommateur une véritable différence gustative de la viande Gasconne des Pyrénées. 
Ce Label Rouge a été revu en 2021 à la suite du changement de nom de la race, il se nomme désormais Label Rouge Gasconne des Pyrénées et se divise en 2 parties : le Label Rouge "LE VRAI BOEUF !" qui permet de valoriser uniquement les mâles castrés (bœufs) et le Label Rouge "Laissez-vous fondre !", pour mettre en avant les femelles (vaches et génisses). Cette distinction permet désormais de mieux valoriser les mâles, en proposant aux consommateurs de vrais morceaux de viande issus d'animaux élevés dans le respect d'un cahier des charges strict et rigoureux.